# Sleeuwijk
Sleeuwijk est un village de 5 421 habitants dans la commune d'Altena, dans la province du Brabant-Septentrional aux Pays-Bas.

## Géographie
Sleeuwijk est situé dans la partie septentrionale du Pays de Heusden et d'Altena, sur la rive gauche de la Merwede supérieure. Le village est situé entre Woudrichem et Werkendam, en face de Gorinchem.

## Histoire

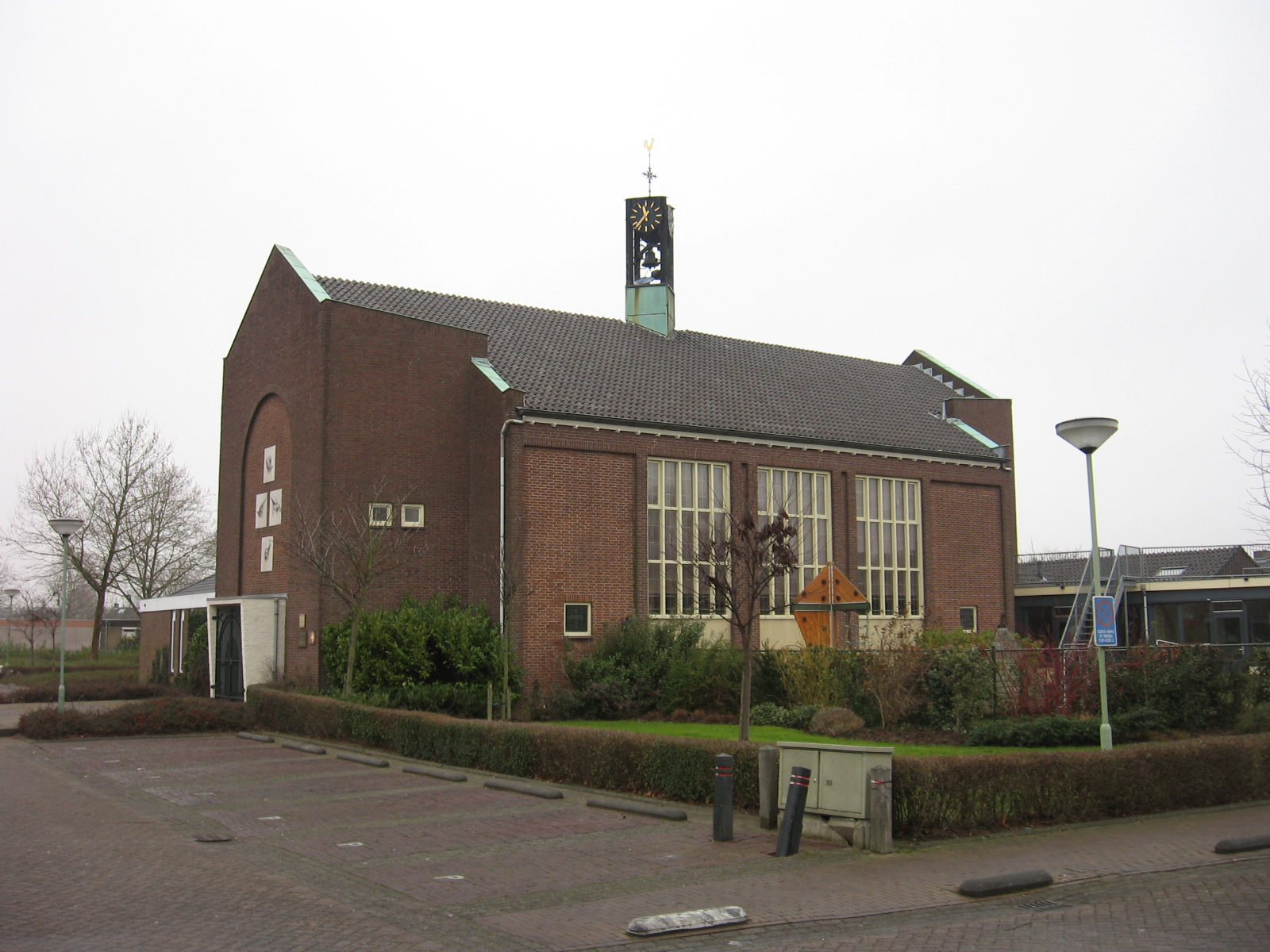
L'église moderne de Sleeuwijk date de 1956

La première mention de Sleeuwijk date de 1266.
En 1840, Sleeuwijk avait 380 habitants.
Jusqu'au 1er janvier 1950, Sleeuwijk faisait partie de la commune de De Werken en Sleeuwijk. Depuis cette date, le village fait partie de la commune de Werkendam, même si les liens avec Woudrichem sont historiquement très forts.